# Psychotria ponce-leonis
Psychotria ponce-leonis là một loài thực vật có hoa trong họ Thiến thảo. Loài này được Acuña & Roíg miêu tả khoa học đầu tiên năm 1962.